# Albrecht van Oostenrijk
Albrecht VII, aartshertog van Oostenrijk (Wiener Neustadt, 15 november 1559 — Brussel, 13 juli 1621), ook Albert of Albertus genoemd, was landvoogd van de Zuidelijke Nederlanden van 1595 tot 1598. Na zijn huwelijk met de Infante Isabella regeerde hij in haar naam de Habsburgse Nederlanden als soeverein van 1598 tot zijn dood in 1621.

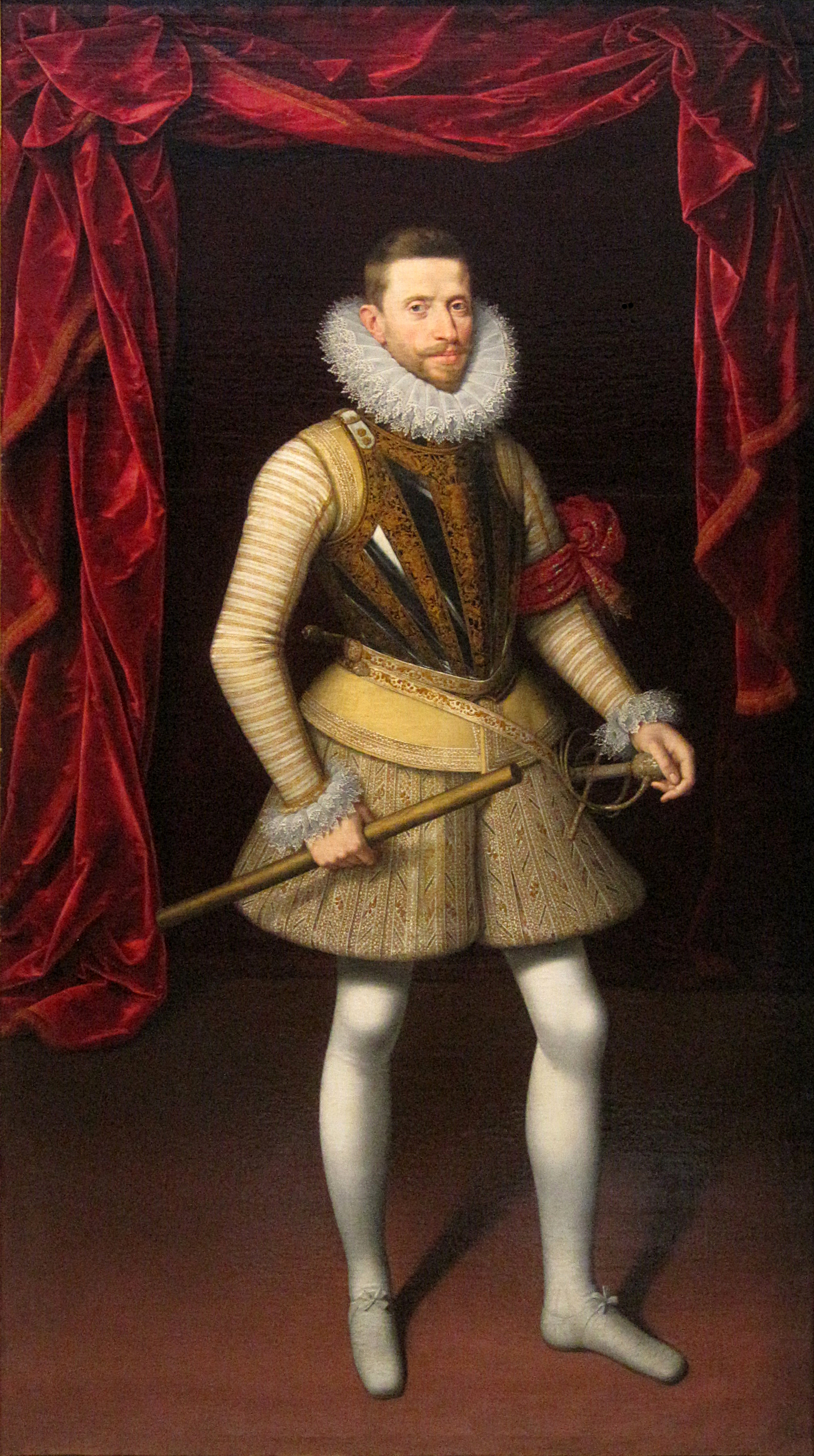
Albert van Oostenrijk (ca. 1599), door Frans Pourbus de Jongere, klooster van Las Descalzas Reales in Madrid

## Levensloop

### Opvoeding aan het Spaanse hof
Albrecht was een van de vele zonen van keizer Maximiliaan II en van de Infante Maria van Spanje. Vanaf zijn elfde verbleef hij aan het Spaanse hof, waar zijn oom Filips II over zijn opvoeding waakte. Aanvankelijk was het Filips' bedoeling dat Albrecht een kerkelijke loopbaan zou volgen. Op zijn achttiende werd hij kardinaal (1577) zonder evenwel de wijdingen te ontvangen (hij kreeg alleen de lagere wijdingen). Albrecht kreeg de Santa Croce in Gerusalemme als titelkerk. Filips II wilde hem op termijn het aartsbisdom Toledo bezorgen, maar de toenmalige aartsbisschop, Gaspar de Quiroga, leefde veel langer dan verwacht. Zodoende werd hij pas in 1595 aartsbisschop van Toledo.

### Onderkoning van Portugal
Na de aanhechting van Portugal werd Albrecht in 1583 de eerste onderkoning van Portugal en het daarbij horende overzeese imperium. Daarnaast was hij ook pauselijk legaat en grootinquisiteur. Als onderkoning was hij medeverantwoordelijk voor de uitrusting van de Grote Armada (1588) en sloeg hij in 1589 een Engelse tegenaanval op Lissabon af. In 1593 werd hij door Filips II naar Madrid teruggeroepen om er een leidende rol in het bestuur van de Spaanse monarchie op te nemen. Filips II wilde van Albrecht een belangrijke adviseur maken voor zijn zoon.

### Landvoogdij
Ernst van Oostenrijk, de broer van Albrecht, was van augustus 1593 landvoogd in de Nederlanden. Zijn onverwachte dood op 20 februari 1595 deed Filips II besluiten zijn plan met Albrecht te veranderen. In plaats van adviseur moest Albrecht de plaats van Ernst als landvoogd innemen in de Nederlanden. 
Op 11 februari 1596 arriveerde hij in Brussel. Als legeraanvoerder was hij vrij succesvol met de veroveringen van Calais, Guines, Ham, Ardes en Hulst. Door het Spaanse bankroet kon hij zijn successen niet voortzetten. Calais werd enkele maanden later weer verloren. Het jaar erop in 1597 kon Amiens nog ingenomen worden maar het moest ook weer snel opgegeven worden. In het noorden wist Maurits van Nassau echter veel andere steden voor de Republiek te winnen tijdens zijn veldtocht.
Op 4 mei 1598 sloten Albrecht en de Franse koning Hendrik IV de Vrede van Vervins. De steden en gebieden die gewonnen waren op Frankrijk werden hierbij teruggegeven.

### Huwelijk met Isabella
Albrecht was niet de eerste keuze van koning Filips II voor het huwelijk met zijn dochter Isabella. Albrecht was een volle neef van Isabella en omdat hij kardinaal was moest er pauselijke toestemming voor het huwelijk komen. Maar aangezien er geen andere acceptabele huwelijkskandidaten waren, koos Filips II voor Albrecht. Op 10 september werd de verloving bekendgemaakt. Het echtpaar kreeg van Filips II de Nederlanden cadeau bij de Akte van Afstand op 6 mei 1598: in de praktijk alleen de Zuidelijke Nederlanden, aangezien de Noordelijke Nederlanden de Spaanse vorst sinds 1581 niet meer erkenden. Er waren wel strenge voorwaarden aan het huwelijk verbonden: zo zouden de Nederlanden weer onder een Spaanse vorst komen als het echtpaar kinderloos zou overlijden en mochten eventuele kinderen alleen met toestemming van de Spaanse koning trouwen en moesten de eventuele dochters met Spaanse prinsen trouwen. Verder werd het echtpaar verplicht om Spaanse legers toe te staan op hun grondgebied.
Filips II overleed op 13 september 1598. In Ferrara trouwde Albrecht op 15 november in het bijzijn van de paus per procuratie met Isabella. Dit huwelijk werd op 19 april in Valencia plechtig ingezegend. De feestelijkheden duurden tot juni. Toen vertrok het echtpaar naar Genua, Milaan, Zürich, Colmar en Nancy. Op 20 augustus kwamen Albrecht en Isabella aan in de Nederlanden, in Thionville. Op 5 september kwamen ze aan in Brussel. De volgende maanden bezochten ze alle grote steden in de Zuidelijke Nederlanden voor de Blijde Intrede.

### Landvoogd en soeverein van de Zuidelijke Nederlanden
Albrecht en Isabella werden enthousiast ontvangen door de bevolking van de Zuidelijke Nederlanden. Zij namen hun intrek in het Paleis op de Koudenberg in Brussel. Albrecht was als legeraanvoerder aanvankelijk niet erg succesvol: zijn eerste slag (de Slag bij Nieuwpoort) werd verloren; zelf raakte hij in die slag gewond aan zijn keel. Het Beleg van Oostende, dat in 1601 onder zijn leiding begonnen was, vorderde te traag. Dit was voor Filips III reden om de aartshertog door Ambrogio Spinola te vervangen als legeraanvoerder. Het lukte Spinola na zijn aanstelling de stad binnen een jaar in te nemen in 1604. 
In 1605 gaven Albrecht en Isabella de opdracht een basiliek te bouwen in het bedevaartsoord Scherpenheuvel. De jaren erop werd door Spinola een reeks van overwinningen behaald waardoor de Republiek in het hart bedreigd werd. Vanwege financiële problemen aan beide kanten stokten de oorlogshandelingen.

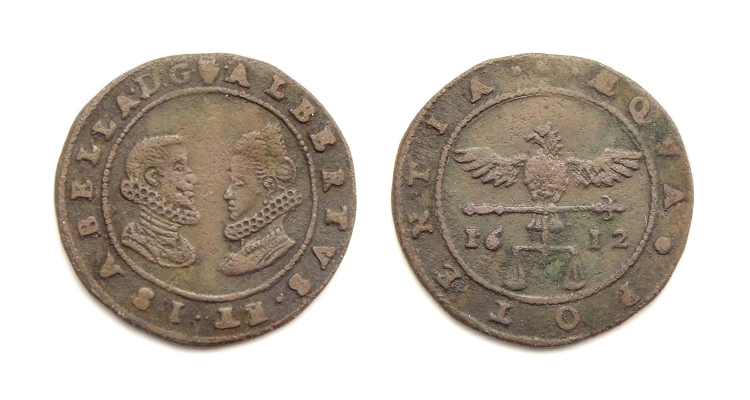
Jeton met dubbelportret van Albrecht van Oostenrijk en infante Isabella van Spanje, geslagen te Antwerpen in 1612. Keerzijde: Adelaar met balans

In 1609 slaagde Albrecht erin een bestand te sluiten met de opstandelingen in het Noorden, waarvoor hij Ambrogio Spinola naar Rotterdam had gestuurd. De onderhandelingen vonden plaats op 31 januari 1608 op de locatie van de Rotterdamse admiraliteit. Dit bestand zou twaalf jaar standhouden (zie Twaalfjarig Bestand). Deze twaalf jaren waren voor Albrecht en Isabella gelukkige jaren: ze verbleven vaak op hun buitenverblijven in Tervuren en Mariemont, waar ze hun favoriete sport, de jacht, beoefenden.
Op binnenlands vlak bracht de regering van de aartshertogen economisch herstel. Zo brachten ze verbeteringen aan in het muntstelsel, werden octrooien verleend voor de industrie en kanalen gegraven. Ze spanden zich ook in voor het welslagen van de Katholieke Reformatie. Veel kunstenaars van de hoogbarok profiteerden van hun mecenaat.
Vooral Isabella was populair onder de bevolking, de wat verlegen en soms in de omgang wat stijve Albrecht minder.
De Vlaamse kunstenaar Hendrick de Clerck werkte vanaf 1595 als een soort spindoctor voor Albrecht en Isabella. Hij probeerde Albrecht in zijn schilderijen te profileren als een geschikte keizerskandidaat. In 1612 werd diens broer Matthias echter uiteindelijk keizer. In 1609 werd Peter Paul Rubens de belangrijkste hofschilder van Albrecht en Isabella.

### Overlijden

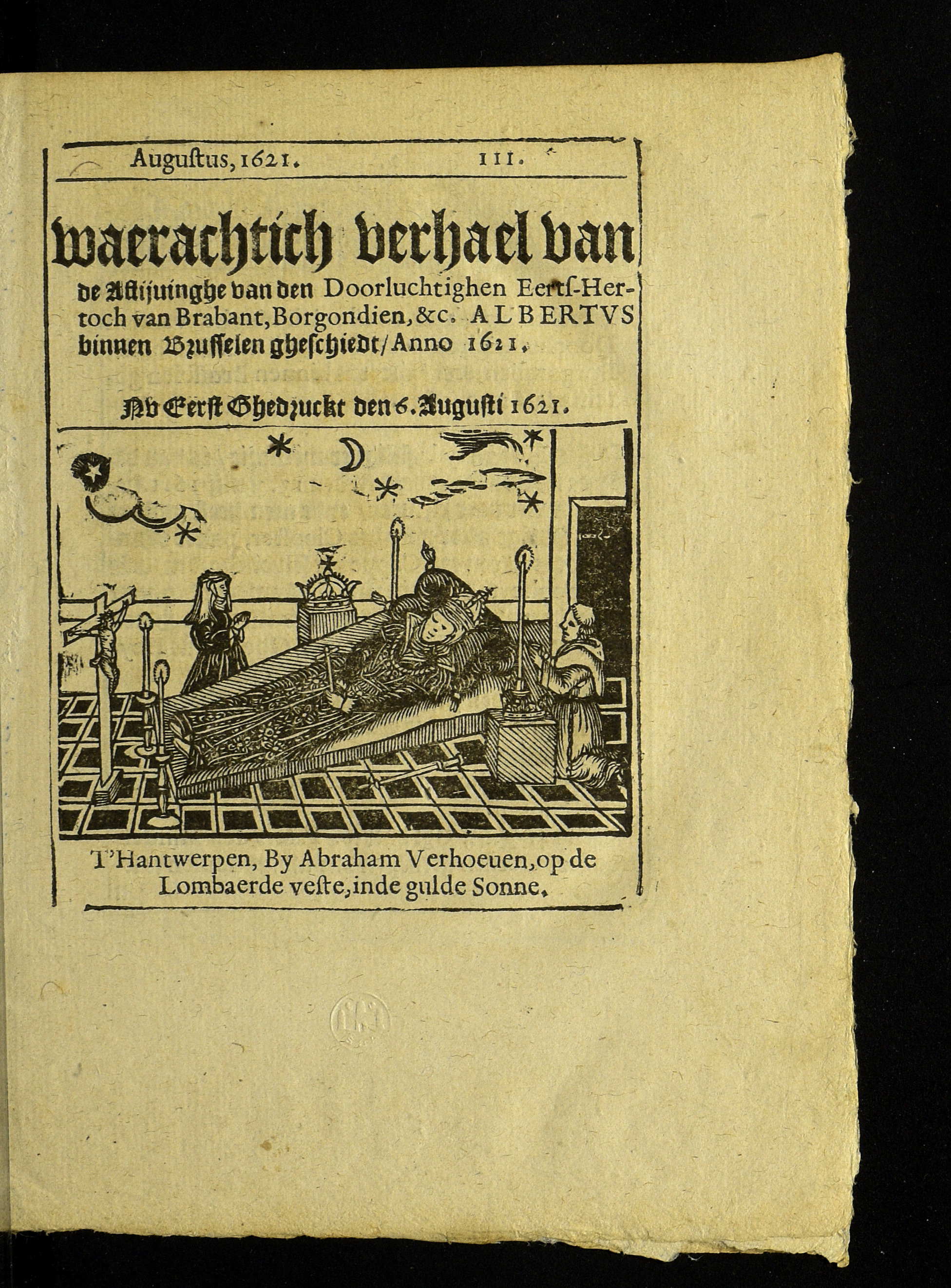
Titelpagina van het Waerachtich verhael van de aflijvinghe van den doorluchtighen eerts-hertoch ... Albertus binnen Brusselen gheschiedt, anno 1621
Gedrukt in Antwerpen door Abraham Verhoeven

Albrecht leed de laatste jaren van zijn leven aan jicht en weigerde om die reden zijn broer keizer Matthias op te volgen. Albrecht leed eronder dat zijn wens om het Twaalfjarig Bestand te verlengen op niets uitdraaide. In mei 1621 ging hij voor de laatste keer op bedevaart naar Scherpenheuvel maar kon toen al niet meer stappen. De inwijding van de jezuïetenkerk in Brussel was zijn laatste publieke optreden en niemand verstond hem nog. Op 13 juli 1621 sliep hij zacht in, met Isabella aan zijn zijde. Zij sneed zelf haar haren af, hulde zich in het gewaad van de derde orde van Sint-Franciscus en sloot zich zes weken op in een klein kamertje dat met zwarte doeken was behangen. De klokken van alle Brusselse kerken luidden die zes weken drie keer per dag.
Albrecht lag vier dagen opgebaard in de kapel van Coudenberg, in het habijt van een franciscaan. Zijn lijk werd nadien in de sacristie in een loden kist geplaatst; Isabella bestelde veertigduizend missen voor zijn zieleheil.
De begrafenis in de Kathedraal van Sint-Michiel en Sint-Goedele liet tot 7 maart 1622 op zich wachten. De voorbereiding nam zoveel tijd in beslag omdat Isabella de uitvaart van haar man wilde laten uitgroeien tot een unieke gebeurtenis. Jacob Franquart ontwierp een praalwagen die verwees naar de roem van de Romeinse keizers. De stoet had acht uur nodig om zich een weg te banen doorheen de massa op het korte traject tussen het paleis en de kerk. Het was avond toen Albrecht werd begraven. Een notabele riep: Leve de koning van Spanje, Filips, onze heer, waarmee een einde kwam aan de autonomie van de Nederlanden.
De drie kinderen die uit zijn huwelijk met Isabella waren geboren, waren alle drie zeer jong gestorven. Albrecht werd als vorst van de Zuidelijke Nederlanden opgevolgd door Filips IV, die de inmiddels overleden Filips III was opgevolgd als koning van Spanje. Albrechts weduwe Isabella moest echter tegen haar zin aanblijven als zaakwaarnemer met minder bevoegdheden dan een gewone landvoogd.

## Kwartierstaat (voorouders)
| Wladislaus II van Hongarije (1456-1514) | Wladislaus II van Hongarije (1456-1514) | Wladislaus II van Hongarije (1456-1514) | Wladislaus II van Hongarije (1456-1514) | Wladislaus II van Hongarije (1456-1514)   | Wladislaus II van Hongarije (1456-1514)   |                                           |                                           | Anna van Foix-Candale (1484-1506)         | Anna van Foix-Candale (1484-1506)         | Anna van Foix-Candale (1484-1506) | Anna van Foix-Candale (1484-1506) | Anna van Foix-Candale (1484-1506) | Anna van Foix-Candale (1484-1506) |                                   |                                   | Filips de Schone (1478-1506)     | Filips de Schone (1478-1506)     | Filips de Schone (1478-1506)     | Filips de Schone (1478-1506)     | Filips de Schone (1478-1506)     | Filips de Schone (1478-1506)     |  |  | Johanna van Castilië (1479-1555)     | Johanna van Castilië (1479-1555)     | Johanna van Castilië (1479-1555)     | Johanna van Castilië (1479-1555)     | Johanna van Castilië (1479-1555)     | Johanna van Castilië (1479-1555)     |                              |                              | Emanuel I van Portugal (1469-1521) | Emanuel I van Portugal (1469-1521) | Emanuel I van Portugal (1469-1521) | Emanuel I van Portugal (1469-1521) | Emanuel I van Portugal (1469-1521) | Emanuel I van Portugal (1469-1521) |                                   |                                   | Maria van Aragon (1482-1517)               | Maria van Aragon (1482-1517)               | Maria van Aragon (1482-1517)               | Maria van Aragon (1482-1517)               | Maria van Aragon (1482-1517)               | Maria van Aragon (1482-1517)               |  |  |                                     |                                     |                                     |                                     |                                     |                                     |
| Wladislaus II van Hongarije (1456-1514) | Wladislaus II van Hongarije (1456-1514) | Wladislaus II van Hongarije (1456-1514) | Wladislaus II van Hongarije (1456-1514) | Wladislaus II van Hongarije (1456-1514)   | Wladislaus II van Hongarije (1456-1514)   |                                           |                                           | Anna van Foix-Candale (1484-1506)         | Anna van Foix-Candale (1484-1506)         | Anna van Foix-Candale (1484-1506) | Anna van Foix-Candale (1484-1506) | Anna van Foix-Candale (1484-1506) | Anna van Foix-Candale (1484-1506) |                                   |                                   | Filips de Schone (1478-1506)     | Filips de Schone (1478-1506)     | Filips de Schone (1478-1506)     | Filips de Schone (1478-1506)     | Filips de Schone (1478-1506)     | Filips de Schone (1478-1506)     |  |  | Johanna van Castilië (1479-1555)     | Johanna van Castilië (1479-1555)     | Johanna van Castilië (1479-1555)     | Johanna van Castilië (1479-1555)     | Johanna van Castilië (1479-1555)     | Johanna van Castilië (1479-1555)     |                              |                              | Emanuel I van Portugal (1469-1521) | Emanuel I van Portugal (1469-1521) | Emanuel I van Portugal (1469-1521) | Emanuel I van Portugal (1469-1521) | Emanuel I van Portugal (1469-1521) | Emanuel I van Portugal (1469-1521) |                                   |                                   | Maria van Aragon (1482-1517)               | Maria van Aragon (1482-1517)               | Maria van Aragon (1482-1517)               | Maria van Aragon (1482-1517)               | Maria van Aragon (1482-1517)               | Maria van Aragon (1482-1517)               |  |  |                                     |                                     |                                     |                                     |                                     |                                     |
|                                         |                                         |                                         |                                         |                                           |                                           |                                           |                                           |                                           |                                           |                                   |                                   |                                   |                                   |                                   |                                   |                                  |                                  |                                  |                                  |                                  |                                  |  |  |                                      |                                      |                                      |                                      |                                      |                                      |                              |                              |                                    |                                    |                                    |                                    |                                    |                                    |                                   |                                   |                                            |                                            |                                            |                                            |                                            |                                            |  |  |                                     |                                     |                                     |                                     |                                     |                                     |
|                                         |                                         |                                         |                                         |                                           |                                           |                                           |                                           |                                           |                                           |                                   |                                   |                                   |                                   |                                   |                                   |                                  |                                  |                                  |                                  |                                  |                                  |  |  |                                      |                                      |                                      |                                      |                                      |                                      |                              |                              |                                    |                                    |                                    |                                    |                                    |                                    |                                   |                                   |                                            |                                            |                                            |                                            |                                            |                                            |  |  |                                     |                                     |                                     |                                     |                                     |                                     |
|                                         |                                         |                                         |                                         | Anna van Bohemen en Hongarije (1503-1547) | Anna van Bohemen en Hongarije (1503-1547) | Anna van Bohemen en Hongarije (1503-1547) | Anna van Bohemen en Hongarije (1503-1547) | Anna van Bohemen en Hongarije (1503-1547) | Anna van Bohemen en Hongarije (1503-1547) |                                   |                                   |                                   |                                   |                                   |                                   | Keizer Ferdinand I (1503-1564)   | Keizer Ferdinand I (1503-1564)   | Keizer Ferdinand I (1503-1564)   | Keizer Ferdinand I (1503-1564)   | Keizer Ferdinand I (1503-1564)   | Keizer Ferdinand I (1503-1564)   |  |  | Keizer Karel V (1500-1558)           | Keizer Karel V (1500-1558)           | Keizer Karel V (1500-1558)           | Keizer Karel V (1500-1558)           | Keizer Karel V (1500-1558)           | Keizer Karel V (1500-1558)           |                              |                              |                                    |                                    |                                    |                                    | Isabella van Portugal (1503-1539)  | Isabella van Portugal (1503-1539)  | Isabella van Portugal (1503-1539) | Isabella van Portugal (1503-1539) | Isabella van Portugal (1503-1539)          | Isabella van Portugal (1503-1539)          |                                            |                                            |                                            |                                            |  |  |                                     |                                     |                                     |                                     |                                     |                                     |
|                                         |                                         |                                         |                                         | Anna van Bohemen en Hongarije (1503-1547) | Anna van Bohemen en Hongarije (1503-1547) | Anna van Bohemen en Hongarije (1503-1547) | Anna van Bohemen en Hongarije (1503-1547) | Anna van Bohemen en Hongarije (1503-1547) | Anna van Bohemen en Hongarije (1503-1547) |                                   |                                   |                                   |                                   |                                   |                                   | Keizer Ferdinand I (1503-1564)   | Keizer Ferdinand I (1503-1564)   | Keizer Ferdinand I (1503-1564)   | Keizer Ferdinand I (1503-1564)   | Keizer Ferdinand I (1503-1564)   | Keizer Ferdinand I (1503-1564)   |  |  | Keizer Karel V (1500-1558)           | Keizer Karel V (1500-1558)           | Keizer Karel V (1500-1558)           | Keizer Karel V (1500-1558)           | Keizer Karel V (1500-1558)           | Keizer Karel V (1500-1558)           |                              |                              |                                    |                                    |                                    |                                    | Isabella van Portugal (1503-1539)  | Isabella van Portugal (1503-1539)  | Isabella van Portugal (1503-1539) | Isabella van Portugal (1503-1539) | Isabella van Portugal (1503-1539)          | Isabella van Portugal (1503-1539)          |                                            |                                            |                                            |                                            |  |  |                                     |                                     |                                     |                                     |                                     |                                     |
|                                         |                                         |                                         |                                         |                                           |                                           |                                           |                                           |                                           |                                           | Keizer Maximiliaan II (1527-1576) | Keizer Maximiliaan II (1527-1576) | Keizer Maximiliaan II (1527-1576) | Keizer Maximiliaan II (1527-1576) | Keizer Maximiliaan II (1527-1576) | Keizer Maximiliaan II (1527-1576) |                                  |                                  |                                  |                                  |                                  |                                  |  |  |                                      |                                      |                                      |                                      |                                      |                                      | Maria van Spanje (1528-1603) | Maria van Spanje (1528-1603) | Maria van Spanje (1528-1603)       | Maria van Spanje (1528-1603)       | Maria van Spanje (1528-1603)       | Maria van Spanje (1528-1603)       |                                    |                                    |                                   |                                   |                                            |                                            |                                            |                                            |                                            |                                            |  |  |                                     |                                     |                                     |                                     |                                     |                                     |
|                                         |                                         |                                         |                                         |                                           |                                           |                                           |                                           |                                           |                                           | Keizer Maximiliaan II (1527-1576) | Keizer Maximiliaan II (1527-1576) | Keizer Maximiliaan II (1527-1576) | Keizer Maximiliaan II (1527-1576) | Keizer Maximiliaan II (1527-1576) | Keizer Maximiliaan II (1527-1576) |                                  |                                  |                                  |                                  |                                  |                                  |  |  |                                      |                                      |                                      |                                      |                                      |                                      | Maria van Spanje (1528-1603) | Maria van Spanje (1528-1603) | Maria van Spanje (1528-1603)       | Maria van Spanje (1528-1603)       | Maria van Spanje (1528-1603)       | Maria van Spanje (1528-1603)       |                                    |                                    |                                   |                                   |                                            |                                            |                                            |                                            |                                            |                                            |  |  |                                     |                                     |                                     |                                     |                                     |                                     |
|                                         |                                         |                                         |                                         |                                           |                                           |                                           |                                           |                                           |                                           |                                   |                                   |                                   |                                   |                                   |                                   |                                  |                                  |                                  |                                  |                                  |                                  |  |  |                                      |                                      |                                      |                                      |                                      |                                      |                              |                              |                                    |                                    |                                    |                                    |                                    |                                    |                                   |                                   |                                            |                                            |                                            |                                            |                                            |                                            |  |  |                                     |                                     |                                     |                                     |                                     |                                     |
|                                         |                                         |                                         |                                         |                                           |                                           |                                           |                                           |                                           |                                           |                                   |                                   |                                   |                                   |                                   |                                   |                                  |                                  |                                  |                                  |                                  |                                  |  |  |                                      |                                      |                                      |                                      |                                      |                                      |                              |                              |                                    |                                    |                                    |                                    |                                    |                                    |                                   |                                   |                                            |                                            |                                            |                                            |                                            |                                            |  |  |                                     |                                     |                                     |                                     |                                     |                                     |
| Anna van Oostenrijk (1549-1580)         | Anna van Oostenrijk (1549-1580)         | Anna van Oostenrijk (1549-1580)         | Anna van Oostenrijk (1549-1580)         | Anna van Oostenrijk (1549-1580)           | Anna van Oostenrijk (1549-1580)           |                                           |                                           | Keizer Rudolf II (1552-1612)              | Keizer Rudolf II (1552-1612)              | Keizer Rudolf II (1552-1612)      | Keizer Rudolf II (1552-1612)      | Keizer Rudolf II (1552-1612)      | Keizer Rudolf II (1552-1612)      |                                   |                                   | Ernst van Oostenrijk (1553-1595) | Ernst van Oostenrijk (1553-1595) | Ernst van Oostenrijk (1553-1595) | Ernst van Oostenrijk (1553-1595) | Ernst van Oostenrijk (1553-1595) | Ernst van Oostenrijk (1553-1595) |  |  | Elisabeth van Oostenrijk (1554-1592) | Elisabeth van Oostenrijk (1554-1592) | Elisabeth van Oostenrijk (1554-1592) | Elisabeth van Oostenrijk (1554-1592) | Elisabeth van Oostenrijk (1554-1592) | Elisabeth van Oostenrijk (1554-1592) |                              |                              | Keizer Matthias (1557-1619)        | Keizer Matthias (1557-1619)        | Keizer Matthias (1557-1619)        | Keizer Matthias (1557-1619)        | Keizer Matthias (1557-1619)        | Keizer Matthias (1557-1619)        |                                   |                                   | Maximiliaan III van Oostenrijk (1558-1618) | Maximiliaan III van Oostenrijk (1558-1618) | Maximiliaan III van Oostenrijk (1558-1618) | Maximiliaan III van Oostenrijk (1558-1618) | Maximiliaan III van Oostenrijk (1558-1618) | Maximiliaan III van Oostenrijk (1558-1618) |  |  | Albrecht van Oostenrijk (1559-1521) | Albrecht van Oostenrijk (1559-1521) | Albrecht van Oostenrijk (1559-1521) | Albrecht van Oostenrijk (1559-1521) | Albrecht van Oostenrijk (1559-1521) | Albrecht van Oostenrijk (1559-1521) |

## Bron
- L. Duerloo  & T. Werner (1998). Albrecht & Isabella 1598-1621. BREPOLS, pp. 311. ISBN 2503507247.
- Edward De Maesschalck (2015). 'Oranje tegen Spanje': Eenheid en scheiding van de Nederlanden onder de Habsburgers 1500-1648. Uitgeverij Davidsfonds, Leuven, België, pp. 337. ISBN 9789462580978.

- Bibsys: 12032144
- Biblioteca Nacional de España: XX1386647
- Bibliothèque nationale de France: cb13511700t (data)
- Biografisch Portaal: 00442448
- Digitale Bibliotheek voor de Nederlandse Letteren: albr002
- Gemeinsame Normdatei: 11864436X
- International Standard Name Identifier: 0000 0000 6127 8656
- Library of Congress Control Number: nr93008839
- Nationale Bibliotheek van Tsjechië: jn20030627002
- Nationale Bibliotheek van Israël: 987007427889605171
- Nationale Bibliotheek van Polen: a0000001952201
- Nederlandse Thesaurus van Auteursnamen: 070338892
- RKD-Nederlands Instituut voor Kunstgeschiedenis: 439340
- Istituto Centrale per il Catalogo Unico: BVEV274003
- LIBRIS: 210300
- SNAC: w64f3h9x
- Système universitaire de documentation: 034760245
- Virtual International Authority File: 268175280
- WorldCat: E39PBJfRDm97RQVyQkwJvYj6Kd